# Ungheria ai XVI Giochi olimpici invernali
L'Ungheria partecipò ai XVI Giochi olimpici invernali, svoltisi ad Albertville, Francia, dall'8 al 23 febbraio 1992, con una delegazione di 24 atleti impegnati in sei discipline.